# Марі Жан Антуан Ніколя Кондорсе
Марі Жан Антуан Ніколя де Каріта, маркіз де Кондорсе (фр. Marie Jean Antoine Nicolas de Caritat, marquis de Condorcet), знаний як Ніколя де Кондорсе (17 вересня 1743, Рибмон, Ена, Франція — 28 березня 1794, Бур-ла-Рен, Іль-де-Франс, Франція) — французький письменник, вчений-математик і політичний діяч. На відміну від сучасників, виступав за ліберальну економіку, вільну й рівну для всіх освіту, конституціоналізм, а також соціальну рівність для людей усіх рас і рівні права жінок. Його ідеї та праці втілювали ідеали епохи Просвітництва і раціоналізму й залишаються актуальними. Загадково помер у в'язниці, переховуючись від французької революційної влади.

## Життєпис
Народився в Рибмоні потомком відомої давньої сім'ї Каріта (Caritat), яка взяла свій титул від міста Кондорсе у Дофіне, де жила декілька поколінь. Батька втратив у ранньому віці, виховала Ніколя глибоко релігійна мати. За наполяганням дядька-прелата на 9-му році вступив до єзуїтської школи в Реймсі. Помітивши в хлопчика схильність до духовного поприща, рідні віддали його в Наваррський коледж у Парижі, щоб присвятити його військовій кар'єрі. У коледжі він показав свої інтелектуальні здібності й отримав перше визнання в математиці. Коли йому було 16, аналітичні здібності були помічені д'Аламбером та Клеро, і незабаром Кондорсе став навчатися в д'Аламбера.
Кондорсе вирізнявся добротою та стриманістю у вираженні почуттів, що дало привід д'Аламберу сказати про нього: «Це — вулкан, покритий снігом». Іншою відмінною рисою його характеру була повна відсутність марнославства і честолюбства. Завжди поблажливий до інших, м'який, делікатний, він, однак, умів говорити правду, був неупереджений у своїх вироках навіть стосовно друзів. Таким він був, наприклад, у стосунках із Вольтером, знайомство з яким почалося 1770 року й перейшло в дружбу, яка тривала до самої смерті письменника. Ця дружба відвернула Кондорсе від його колишніх робіт і пробудила в ньому бажання займатися літературою. 
На початку своєї діяльності Кондорсе займався переважно математичними науками, але приділяв увагу також питанням справедливості та моральності, що займали його розум ще в дитинстві.
Існує версія, що Кондорсе був масоном, і входив до складу масонської ложі «Дев'ять Сестер».
У 1786 році Кондорсе одружився з Софією де-Груші, громадською діячкою, більш відомою як Софі де Кондорсе. На 20 років молодша від нього, ерудована, розумна і добре освічена, вона вільно володіла англійською та італійською і вважалась однією з найвродливіших жінок свого часу. Як мадам Кондорсе була відомою власницею салону, перекладала твори Томаса Пейна та Адама Сміта.
Шлюб був вдалим, і Софі регулярно відвідувала чоловіка, коли він ховався в підпіллі. У січні 1794 року вона почала процес розлучення за наполяганням Кондорсе, який хотів захистити свою власність від експропріації та фінансово забезпечити майбутнє дружині й дочці, Луїзі «Елізі» Александрині.
Софія де-Груші померла у 1822 році, не одружившись вдруге. Вона видала друком усі роботи чоловіка упродовж 1801—1804 років. Її роботу продовжила дочка Еліза Кондорсе-О'Коннор, дружина Артура О'Коннора. Вони передрукували переглянуті роботи Кондорсе між 1847—1849 роками.

## Наукова діяльність
Кондорсе віддає перевагу науці, на якій зосередився з 1765 по 1774 роки. Робота 1765 року «Essai sur le calcul intégral» була добре прийнята французькими науковими колами, і з цього моменту Кондорсе розпочав кар'єру математика, а 25 лютого 1769 року був обраний до Французької королівської академії наук.
У 1772 році він видає ще одну роботу з інтегрування, широко сприйняту як новаторську в ряді питань. Незабаром Кондорсе зустрічається з Жаком Тюрго, з яким надалі дружить.
Кондорсе був визнаний у всьому світі і працював з такими вченими як Леонард Ейлер та Бенджамін Франклін. Незабаром він став почесним членом багатьох іноземних академій і філософських товариств, зокрема Шведської королівської академії наук (1785), Німецької, Російської та Американської академій мистецтв і наук.
У 1777 році здобув премію Берлінської академії за роботу «Théorie des comètes». У тому ж році Кондорсе був обраний секретарем Академії за свої досягнення — серію написаних біографій: Гюйгенса, Роберваля, Пікара, Маріотта, Ремера та ін. Тоді ж він пише похвальне слово нещодавно померлим Фонтенелю і Бюффону. Неупередженість, майстерне змальовування головних рис характеру, розгляд діяльності відомих людей у зв'язку з історією людського розуму — ось головні переваги цих біографій. Найкращими біографіями, написаними Кондорсе, були біографії Тюрго і Вольтера.

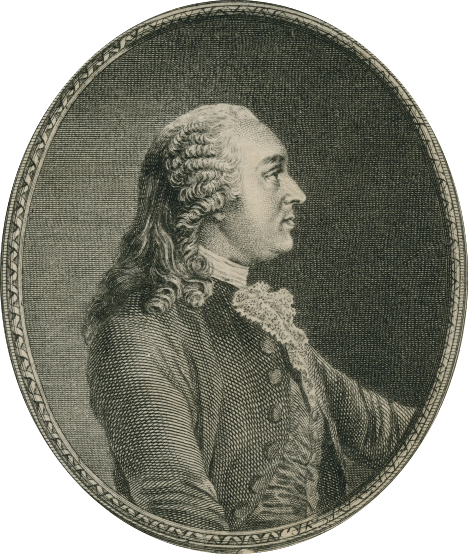
Анн-Робер-Жак Тюрго, наставник і давній друг Кондорсе

У 1774 році написав і видав анонімно «Лист теолога» до автора «Словника трьох століть», яке сучасники приписали Вольтеру — доказ переваг цього твору.
З усіх прихильностей Кондорсе найсильнішою була прихильність до Тюрго. Під його впливом Кондорсе зайнявся політико-економічними науками. Коли Тюрго призначили міністром фінансів (1774), Кондорсе зайняв місце голови комітету зі зрівняння мір і ваг, де залишився і після відставки Тюрго, до 1791 року. Працюючи разом із Тюрго над вирішенням деяких політико-економічних питань, брав участь і в боротьбі з сучасниками, намагаючись шляхом друку з'ясувати свої і його погляди на найважливіші питання. У творах цього періоду («Лист хлібороба з Пікардії до протекціоніста», «Міркування про хлібну торгівлю», «Біографія Тюрго», «Роздуми про панщину» тощо) Кондорсе розвивав думки про право кожної людини вільно розпоряджатися своєю розумовою та фізичною працею, про свободу торгівлі хлібом, про правильну винагороду робітників, про реформу кримінального суду, свободу друку, про знищення кріпосного права тощо, і скрізь був прихильником поглядів школи фізіократів. Обіймаючи посаду голови комітету зі зрівняння мір і ваг, Кондорсе добре познайомився з внутрішнім механізмом Франції, бачив багато недосконалостей у ньому, переконався у відсталості паризького парламенту і гаряче повстав проти нього (у «Листах американського громадянина»), оскільки останній систематично перешкоджав проведенню тих реформ, які пропонували Тюрго і Кондорсе.
Попри цю тривалу й після відставки Тюрго боротьбу з противниками, Кондорсе знову повернувся до наукових занять і в 1780 році видав свої знамениті примітки до 29-ї книги «Духа законів» Монтеск'є, де говорить про властивості розуму, необхідного законодавцю, дає критерій для порівняння законів, висловлює міркування, які повинні враховуватись при складанні законів. Приблизно тоді ж Кондорсе, переконавшись, що монархія не може і не хоче допомогти народу в його бідах, перейшов на бік Республіки.

### Принцип Кондорсе
Кондорсе вперше застосував математичні методи до суспільних наук. 1785 року він опублікував одну з найвідоміших робіт «Міркування про застосування аналізу до оцінки виборів більшістю голосів» (фр. Essai sur l'application de l'analyse à la probabilité des décisions rendues à la pluralité des voix). У роботі викладено «метод Кондорсе» — алгоритм голосування, що забезпечує вибір реальною більшістю голосів. Там же описаний «парадокс Кондорсе» — випадок нетранзитивності вибору у випадку трьох варіантів. Ця робота поклала початок цілому напрямку математичних досліджень у галузі соціології, психології, політики та економіки.

### Родоначальник теорії прогресу

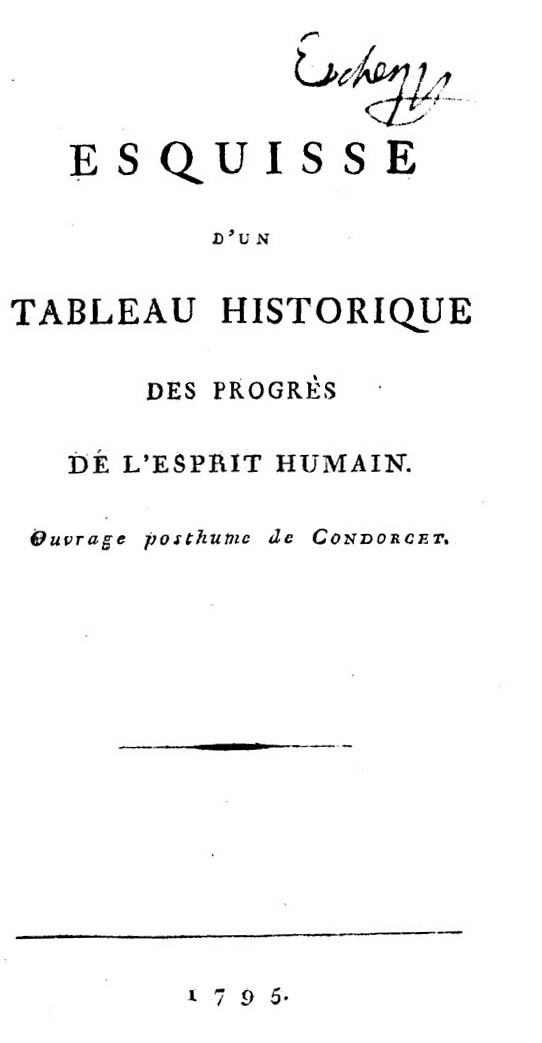
Esquisse d'un tableau historique des progres de l'esprit humain, 1795

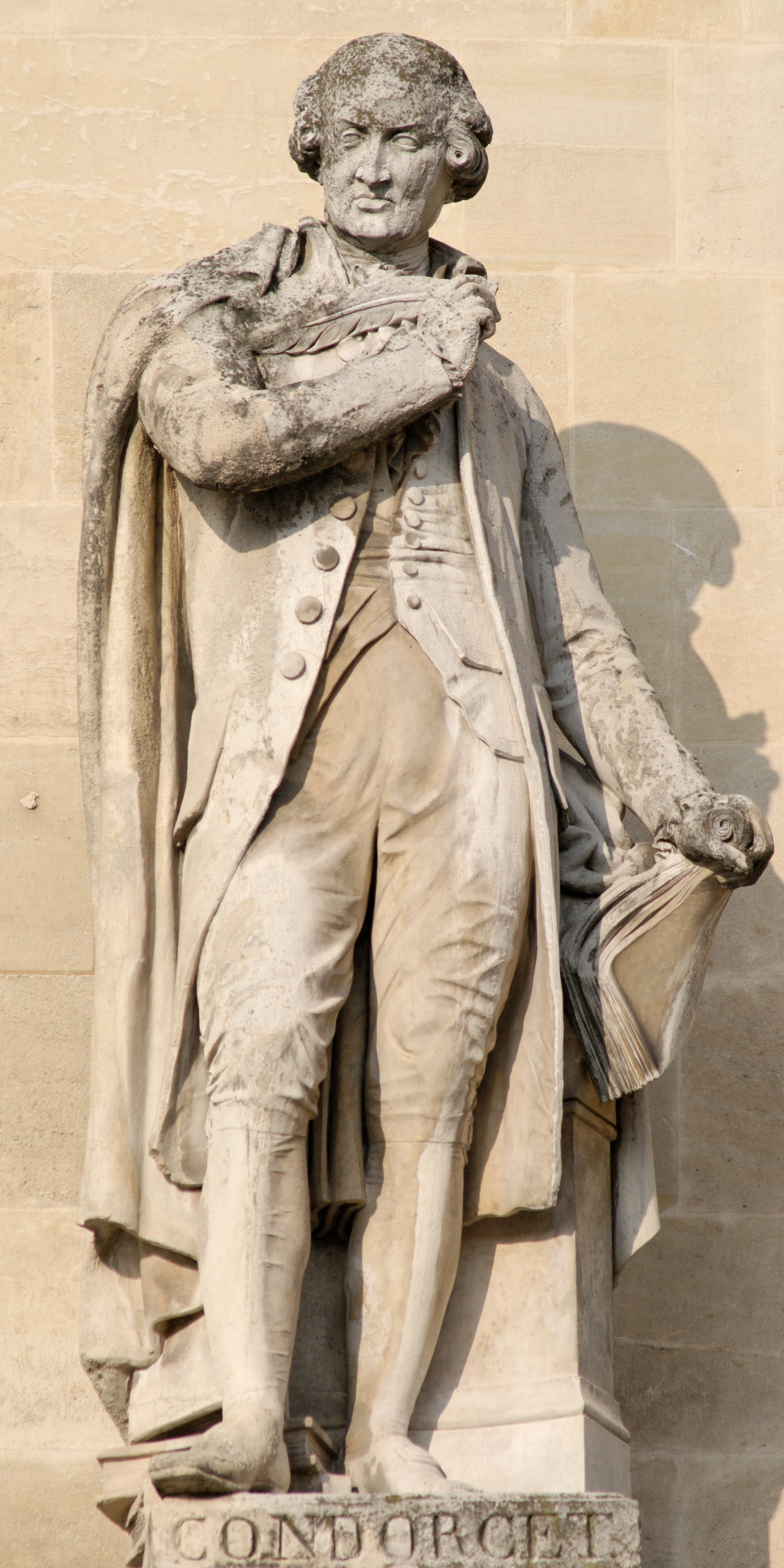
Статуя Кондорсе у дворі Наполеона в Луврі

Перебуваючи в будинку Верне, Кондорсе написав політичну сповідь «Поради засудженого дочки», де висловив всі свої думки про головні питання життя. Тоді ж написав знаменитий твір «Esquisse d'un tableau historique des progrès de l'esprit humain» («Ескіз історичної картини прогресу людського розуму»), за який визнається родоначальником теорії «прогресу», одним із творців філософії історії. Багато думок, наведених у творі, Кондорсе висловлював і раніше, але тут він їх систематизував. Дві ідеї проходять червоною ниткою через твір: про необхідність зрівняння цивільних і політичних прав усіх людей і про нескінченне вдосконалення людського роду. «Картина успіхів людського розуму» складається з двох частин: перша охоплює всю картину прогресу, в найзагальніших рисах; у другій частині і наступних Кондорсе припускав викласти факти, які могли б служити для розвитку та підтвердження думок, висловлених у вступі. У першій книзі Кондорсе ділить всю історію людства на десять епох, причому до останньої відносить час від заснування Французької республіки. Друга частина написана Кондорсе по пам'яті, але подальше продовження праці було неможливе за відсутністю книг. Збірка його творів була видана у 1804 та 1847 роках.

## Політична діяльність
Після втечі Людовика XVI у Варенн, Кондорсе заснував першу республіканську газету у Франції «Республіканець або захисник представницького уряду». 1790 року Кондорсе засідав у муніципалітеті, а в 1791 його обрали комісаром національного казначейства. Наприкінці того ж року він відмовився від цієї посади і був обраний у Національний конвент, став його секретарем, а незабаром і президентом. Тут він дуже багато займався організацією громадської освіти.

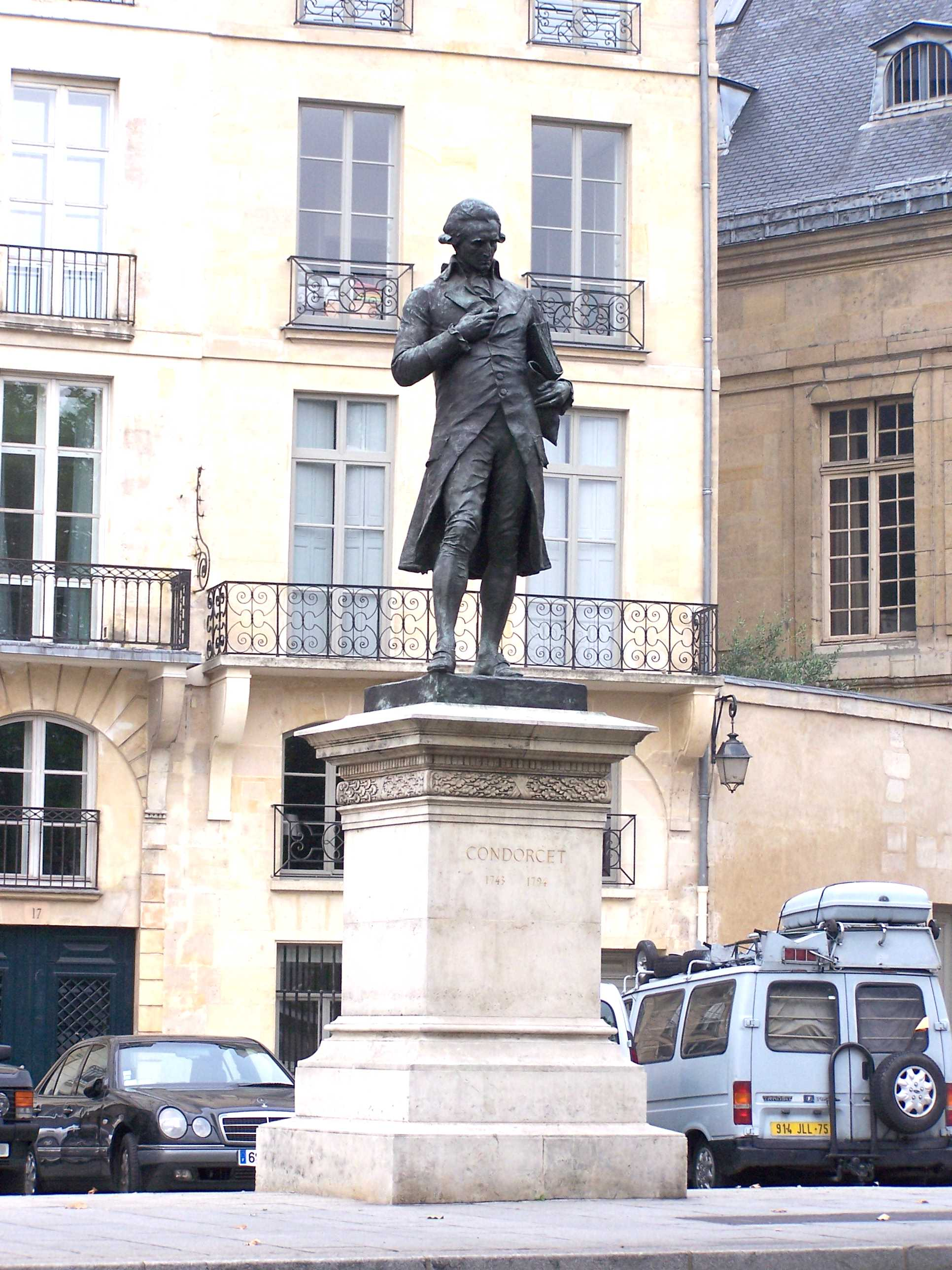
Статуя Кондорсе в Парижі

У творі «Sur l'instruction publique» та інших трактатах, Кондорсе ділить громадське утворення на п'ять ступенів, причому нижчий ступінь — початкова школа, яка дає мінімум освіти, необхідний людині, щоб не перебувати у владі інших. Але в той час як кошти на освіту має дати держава і вона ж має її регулювати, виховання, на думку Кондорсе, повинно бути цілком надано родині.
Найгарячіша політична діяльність Кондорсе як прихильника республіканських ідей належить до часу, коли він був членом конвенту. Тут він не належав ні до якої окремої партії, займаючи зовсім самостійне місце. При обговоренні зовнішніх справ Кондорсе завжди подавав голос за війну, сподіваючись встановити в Європі панування республіканських ідей. Під час суду над Людовиком XVI він палко захищав недоторканність короля, висловлювався проти смертної кари, допускаючи покарання тільки з виправною метою. 

### Захист прав жінок
У творі «Sur l'instruction publique» та інших трактатах стосовно громадської освіти Кондорсе, говорячи про освіту жінок, проводить ідею енциклопедистів про повну рівноправність їх із чоловіками та наполягає на спільному навчанні чоловіків і жінок. Метою освіти й виховання, за словами Кондорсе, є, з одного боку, повна рівність і рівноправність як чоловіків, так і жінок, а з іншого — розвиток у нас природного інтересу до суспільного блага.

### Проєкт конституції та переслідування
При складанні проєкту нової конституції, який було доручено комісії з дев'яти членів, у тому числі Кондорсе, він грав дуже значну роль. Його перу належить великий вступ до конституції, що пояснював підстави проєкту (Жирондистський проєкт конституції). Конвент відкинув цей план конституції, давши народу іншу, нашвидкуруч складену Геро де-Сешелелем. Тоді Кондорсе надрукував послання до народу, де описав численні недоліки оприлюдненої конституції і вказував на їх шкідливі наслідки, радячи не приймати її. За оприлюднення цього послання Кондорсе звинуватили у змові «проти єдності і неподільності» Французької республіки, і конвент оголосив його поза законом. 
Друзі заховали Кондорсе у вдови скульптора Верне. Коли жирондисти були засуджені конвентом, Кондорсе хотів покинути будинок Верне, не бажаючи ставити її під ризик, але вдова втримала його, і тільки 26 березня 1794 року, після закінчення останньої наукової роботи, Кондорсе пішов від неї в околиці Парижа, де його схопили і посадили у в'язницю в місті Бур-ла-Рен. Там 29 березня його знайшли мертвим — він отруївся, як припускають, отрутою, яку завжди носив у персні.

## Переклади українською
- Кондорсе. Про вибори. — Львів: Літопис, 2004. — 320 с.

## Критика
Політичні ідеї Кондорсе, багато з яких були продовженням ідей Тюрго, в англомовному світі критикував Джон Адамс, який написав дві свої основні роботи з політичної філософії, щоб протиставити їх ідеям Кондорсе й Тюрго щодо однопалатного законодавчого органу та радикальній демократії.